# The Enemy
The Enemy — британская рок-группа, основана в 2006 году в Ковентри. В 2007 году группа выпустила дебютный альбом We'll Live and Die in These Towns, который занял 1 место в чарте альбомов Великобритании 2007 года. Их второй альбом Music for the People (2008) занял 2 место в чарте альбомов Великобритании 2008 года.

## История
Группа была создана вокалистом Томом Кларком, барабанщиком Лаймом Ватсом и двумя гитаристами Энди Хопкинсом и Крисом Алленом в 2006 году.
На творчество группы повлияли такие группы, как Oasis, The Fratellis, Kasabian, The Paddingtons, Ash, Manic Street Preachers и Stereophonics, с которыми они гастролировали по городам Великобритании.

## Состав
- Tom Clarke — вокал, гитара, фортепиано
- Liam Watts — барабаны
- Andy Hopkins — бас-гитара, вокал
- Chris Allen — ритм-гитара

## Дискография

### Альбомы
- We'll Live and Die in These Towns (2007, No. 1 UK — Платиновый)
- Music for the People (2009, No. 2 UK — Золотой)
- Streets in the Sky (2012, No. 4 UK)

### Синглы
- «It's Not OK» (2007, Limited Edition Vinyl)
- «Away from Here» (2007, #8 UK)
- «Had Enough» (2007, No. 4 UK)
- «You're Not Alone» (2007, No. 18 UK)
- «We’ll Live and Die in These Towns» (2007, No. 21 UK)
- «This Song Is About You» (2008, No. 41 UK)
- «No Time for Tears» (2009, No. 16 UK)
- «Sing When You're in Love» (2009, No. 122 UK)
- «Be Somebody» (Download Only) — (2009, No. 193 UK)
- «Gimme The Sign» (free download) (2012)
- «Saturday» (2012)
- «Like a Dancer» (2012)

## Видеография
| Год  | Название                          |
| ---- | --------------------------------- |
| 2006 | 40 Days & 40 Nights               |
| 2006 | It’s not OK                       |
| 2007 | Away from here                    |
| 2007 | Had enough                        |
| 2008 | This Song is about You            |
| 2008 | You’re not alone                  |
| 2008 | We’ll Live and Die in These Towns |
| 2009 | No time for tears                 |
| 2009 | Sing when you’re in love          |
| 2009 | Be Somebody                       |
| 2011 | 1,2,3,4                           |
| 2012 | Saturday                          |
| 2012 | Gimme The Sign                    |
| 2012 | Like A Dancer                     |

## Награды
- Q Awards, NME Awards — лучший коллектив, созданный в 2006 году.
- XFM Awards — Лучший дебютный альбом 2007 года.